# Манусов, Юрий Владимирович
Юрий Владимирович Манусов  (род. 12 августа 1948) — российский кинодраматург, кинорежиссёр, сценарист и писатель.

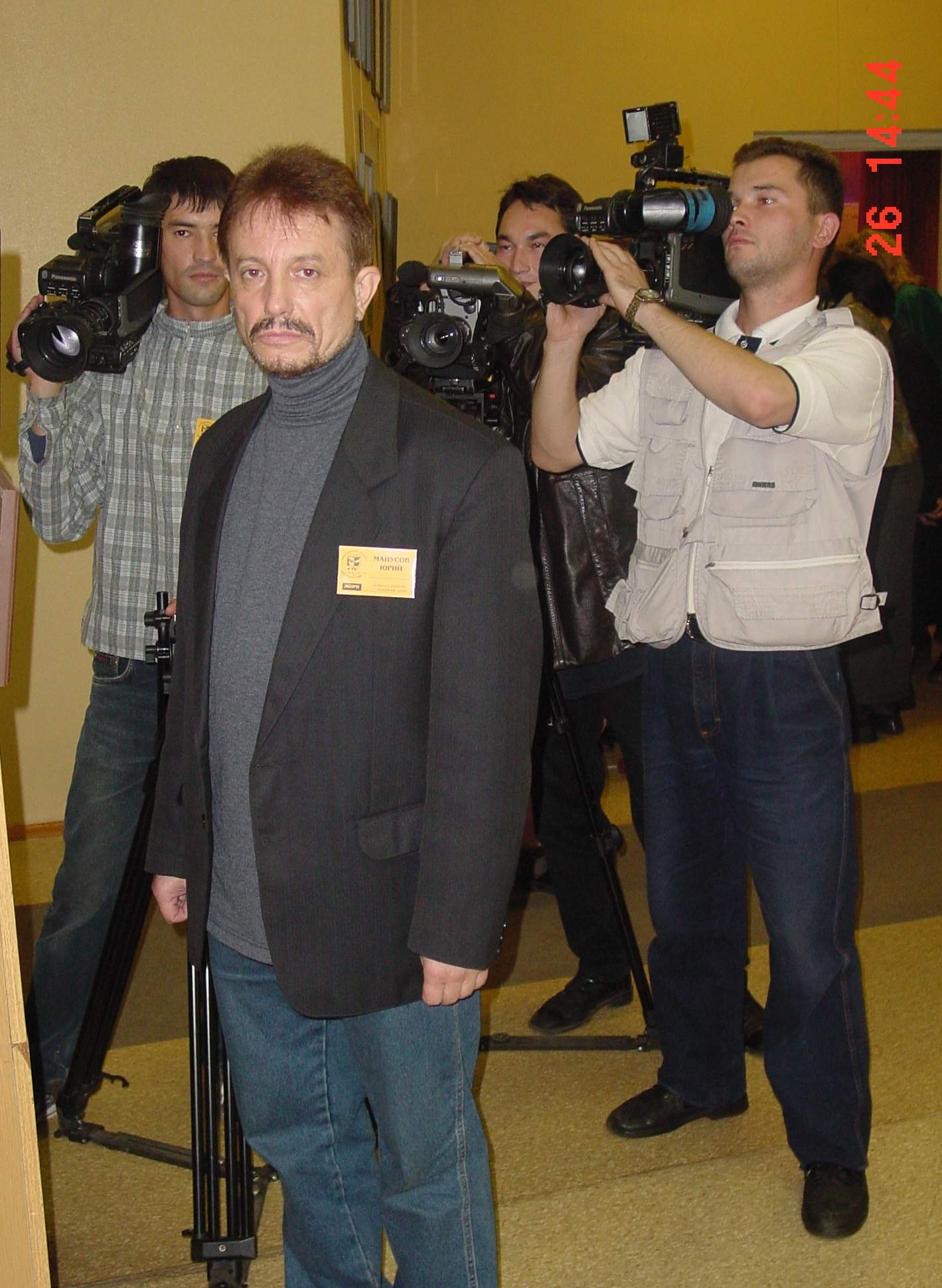
Юрий Манусов

## Биография
Родился 12 августа 1948 года в городе Тбилиси.
Окончил сценарный факультет Всесоюзного Государственного института кинематографии в 1986 году и Высшие режиссёрские курсы в 1988 году. Преподавал режиссуру в Санкт-Петербургской Академии культуры в 1990–96 годах.
Член Союза кинематографистов СССР (принят в 1991), член Союза российских писателей (принят в 2002). Заслуженный деятель искусств Республики Татарстан (2013).
С 1976 года живёт в Набережных Челнах. Работал электромонтёром на кузнечном заводе КАМАЗ.

## Фильмография

### Режиссёр
- 1986 — Энвольтирование по Босху
- 1991 — Выкидыш, Мосфильм
- 1991 — Чёртов пьяница, Одесская киностудия
- 1995 — Репетиция Боккаччо, Одесская киностудия[2]

### Сценарист
Игровое кино:
- 1990 — День любви, Одесская киностудия
- 1991 — Выкидыш
- 1991 — Чёртов пьяница
- 1995 — Репетиция Боккаччо, Одесская киностудия[2]

Документальные фильмы:
- 1988 — По эту сторону мифа, Центральное телевидение[2]
- 2010 — Не звезда
- 2014 — Путь к Харону

## Спектакли
Поставил спектакли:
- «Юная Елена» (древнегреческая трагедия)
- «Карусели на постели» (римская комедия)